# لوكاس مورا
لوكاس رودريغيز مورا دا سيلفا (بالبرتغالية: Lucas Rodrigues Moura da Silva؛ مواليد 13 أغسطس 1992)، وهو يلعب بالقدم اليسرى ويعرف باسم لوكاس مورا، لاعب كرة قدم برازيلي يلعب مهاجمًا لنادي ساو باولو البرازيلي والمنتخب البرازيلي.

## مسيرة اللاعب

### نادي ساو باولو
في 5 سبتمبر 2010 , لوكاس سجل أول أهدافه مع نادي ساو باولو ضد أتليتيكو مينيرو , و انتهت المباراة بنتيجة 9-2 لصالح ساو باولو .وفي الدوري البرازيلي لكرة القدم سنة 2011 كان لوكاس هداف نادي ساو باولو بعد تسجيله لـ9 أهداف كاملة .

### باريس سان جيرمان
في 23 مايو 2012 بدأ لوكاس بأخذ شهرته و تم تقديم عروض كبيرة له من جانب تشيلسي وريال مدريد و كذلك من قبل إنتر ميلان مع دخول كل من نادي برشلونة الإسباني ومانشستر يونايتد الإنجليزي على الخط. ولكن كان النادي الباريسي باريس سان جرمان هو من فاز بخدمات اللاعب لوكاس بصفقة تفوق الثلاثين مليون يورو في عام 2013.
توتنهام هوتسبير
في 31 يناير 2018 تم انتقال لوكاس مورا

### مسيرته الدولية
لعب لوكاس لصالح المنتخب البرازيلي تحت سن 20 سنة في بطولة أمريكا الجنوبية للشباب تحت 20 سنة 2011 و قد سجل هاتريك ضد الأوروغواي في مباراة انتهت بفوز المنتخب البرازيلي بنتيجة 6-0 . و قد بدأ لوكاس اللعب مع الأكابر في 27 مارس 2011 في مباراة ودية ضد سكوتلندا . كما تم استدعائه مؤخرا للعب في مباراة ودية أخرى ضد كل من المنتخب الهولندي ومنتخب رومانيا . كما تم استدعائه في دورة كوبا أمريكا 2011 و قد سجل أول أهداف الرسمية في 28 سبتمبر 2011 ضد الأرجنتين .

## إنجازاته

### الأندية
ساو باولو
- كوبا سود أمريكانا: 2012[5]

باريس سان جيرمان
- الدوري الفرنسي: 2012–13، 2013–14، 2014–15، 2015–16[5]
- كأس فرنسا: 2014–15، 2015–16، 2016–17[5]
- كأس الرابطة الفرنسية: 2013–14، 2014–15، 2015–16، 2016–17[5]
- كأس الأبطال الفرنسي: 2013، 2014، 2015، 2016، 2017[5]

توتنهام هوتسبير
- دوري أبطال أوروبا: وصيف 2018–19[6]

### المنتخب
- كأس أمريكا الجنوبية لتحت 20 سنة : 2011
- سوبر كلاسكيو الأمريكي : 2011
- الميدالية الفضية : كرة القدم في الألعاب الأولمبية الصيفية 2012

## إحصائياته

### على المستوى المحلي و القاري مع ناديه
| النادي           | الموسم          | الدوري | الدوري  | الكأس  | الكأس   | دوري الكامبيوناتو | دوري الكامبيوناتو | قاريــا | قاريــا | المجموع | المجموع |
| النادي           | الموسم          | الظهور | الأهداف | الظهور | الأهداف | الظهور            | الأهداف           | الظهور  | الأهداف | الظهور  | الأهداف |
| ---------------- | --------------- | ------ | ------- | ------ | ------- | ----------------- | ----------------- | ------- | ------- | ------- | ------- |
| ساو باولو        | 2010            | 25     | 4       | 0      | 0       | 0                 | 0                 | 0       | 0       | 25      | 4       |
| ساو باولو        | 2011            | 28     | 9       | 4      | 0       | 3                 | 1                 | 8       | 3       | 43      | 13      |
| ساو باولو        | 2012            | 21     | 6       | 9      | 2       | 9                 | 2                 | 21      | 6       | 60      | 16      |
| ساو باولو        | المجموع         | 74     | 19      | 13     | 2       | 12                | 3                 | 29      | 9       | 128     | 33      |
| باريس سان جيرمان | 2012–13         | 9      | 0       | 1      | 0       | 4                 | 0                 | —       | —       | 14      | 0       |
| باريس سان جيرمان | المجموع         | 9      | 0       | 1      | 0       | 4                 | 0                 | —       | —       | 14      | 0       |
| المجموع النهائي  | المجموع النهائي | 83     | 19      | 14     | 2       | 16                | 3                 | 29      | 9       | 142     | 33      |

### على المستوى الدولي
| المنتخب الوطني    | السنة   | الظهور | الأهداف |
| ----------------- | ------- | ------ | ------- |
| المنتخب البرازيلي | 2011    | 10     | 1       |
| المنتخب البرازيلي | 2012    | 12     | 2       |
| المنتخب البرازيلي | 2013    | 1      | 0       |
| المجموع           | المجموع | 23     | 3       |

## روابط خارجية
- لوكاس مورا على موقع الاتحاد الدولي (مؤرشف)  (الإنجليزية)
- لوكاس مورا على موقع الاتحاد الأوربي (الإنجليزية)
- لوكاس مورا على موقع إي إس بي إن إف سي (الإنجليزية)
- لوكاس مورا على موقع قاعدة بيانات كرة القدم.إي يو (الإنجليزية)
- لوكاس مورا على موقع ليكيب (الفرنسية)
- لوكاس مورا على موقع ناشيونال فوتبول تيمز (الإنجليزية)
- لوكاس مورا على موقع Soccerbase.com (لاعب) (الإنجليزية)
- لوكاس مورا على موقع Soccerway.com (الإنجليزية)
- لوكاس مورا على موقع عالم كرة القدم.نت (الإنجليزية)
- لوكاس مورا على موقع كووورة